# Zlakova
Zlakova – wieś w Słowenii, w gminie Zreče. 1 stycznia 2018 liczyła 162 mieszkańców.